# Tunjice
Tunjice este o localitate din comuna Kamnik, Slovenia, cu o populație de 246 de locuitori.